# حجل متوج
حجل متوج (الاسم العلمي: Rollulus rouloul)، ويُعرف باسم حجل الخشب المتوج أو رُلول رُلول أو حجل الخشب ذو تاج أحمر أو سمان أخضر أو حجل أخضر متوج. نوع من فصيلة التدرجية وهو العضو الوحيد في جنس رُلول.
هذا الحجل الصغير يُقيم في الغابات المطيرة المنخفضة في جنوب بورما وجنوب تايلاند وماليزيا وسومطرة وبورنيو.

## معرض صور

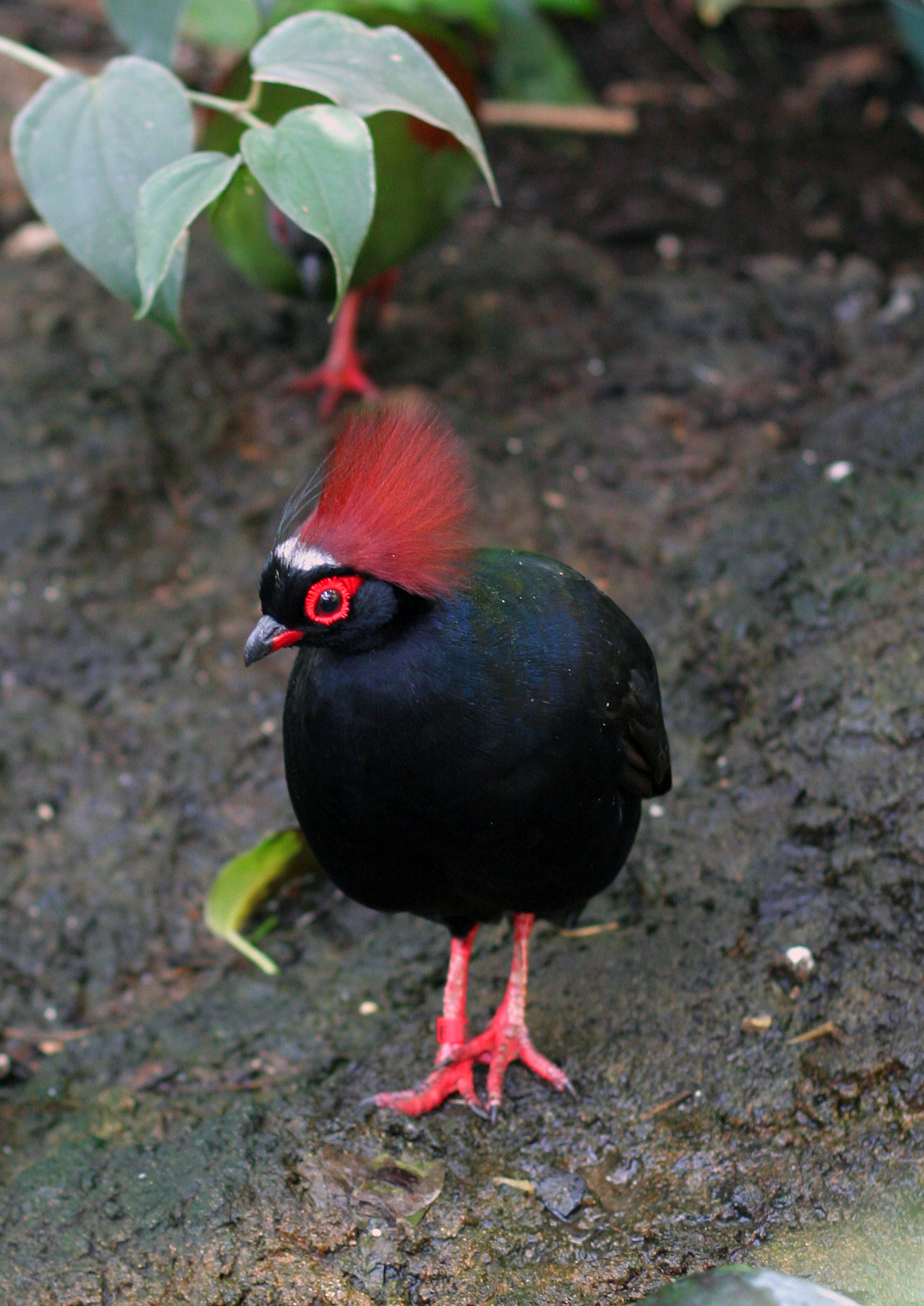
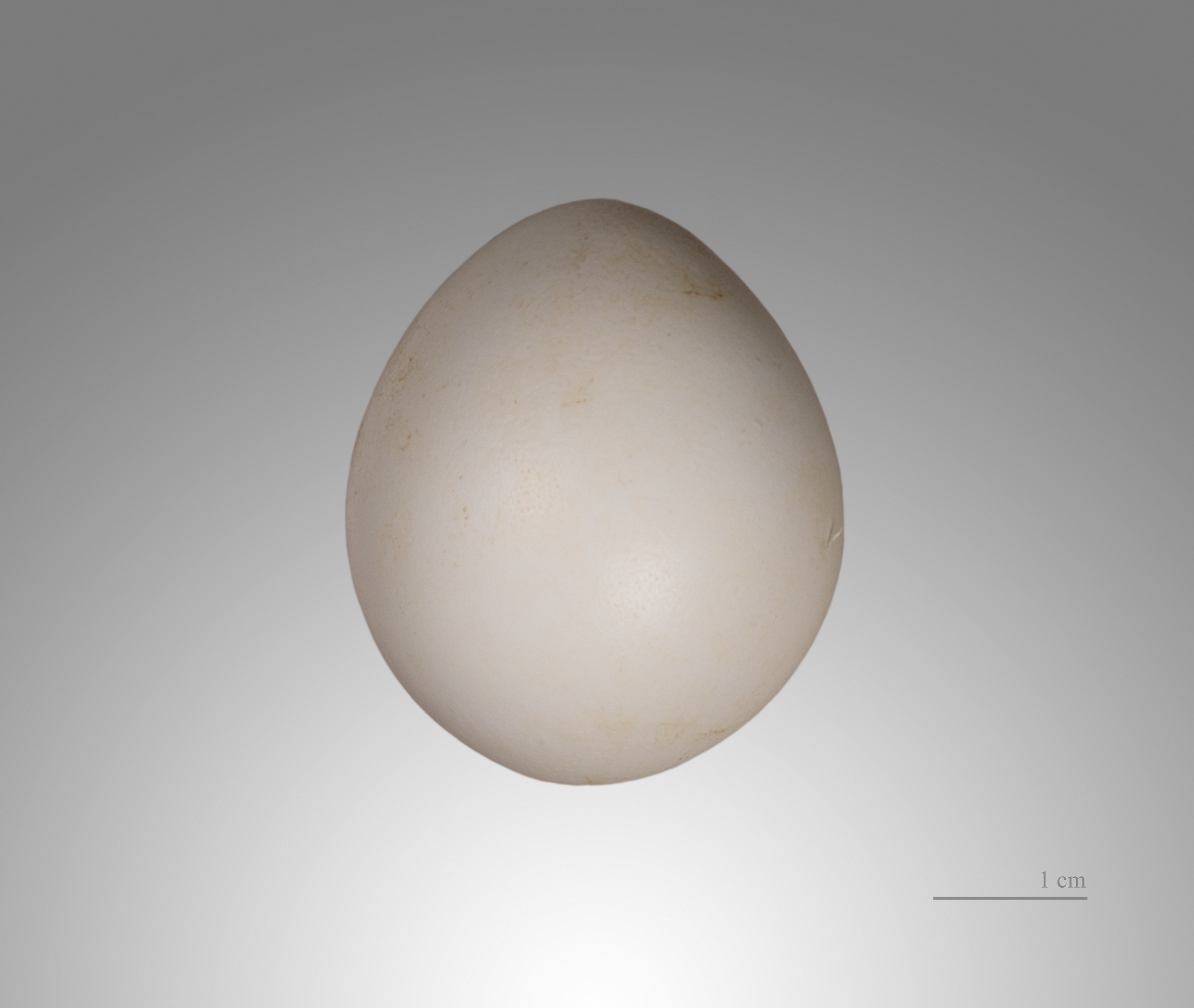
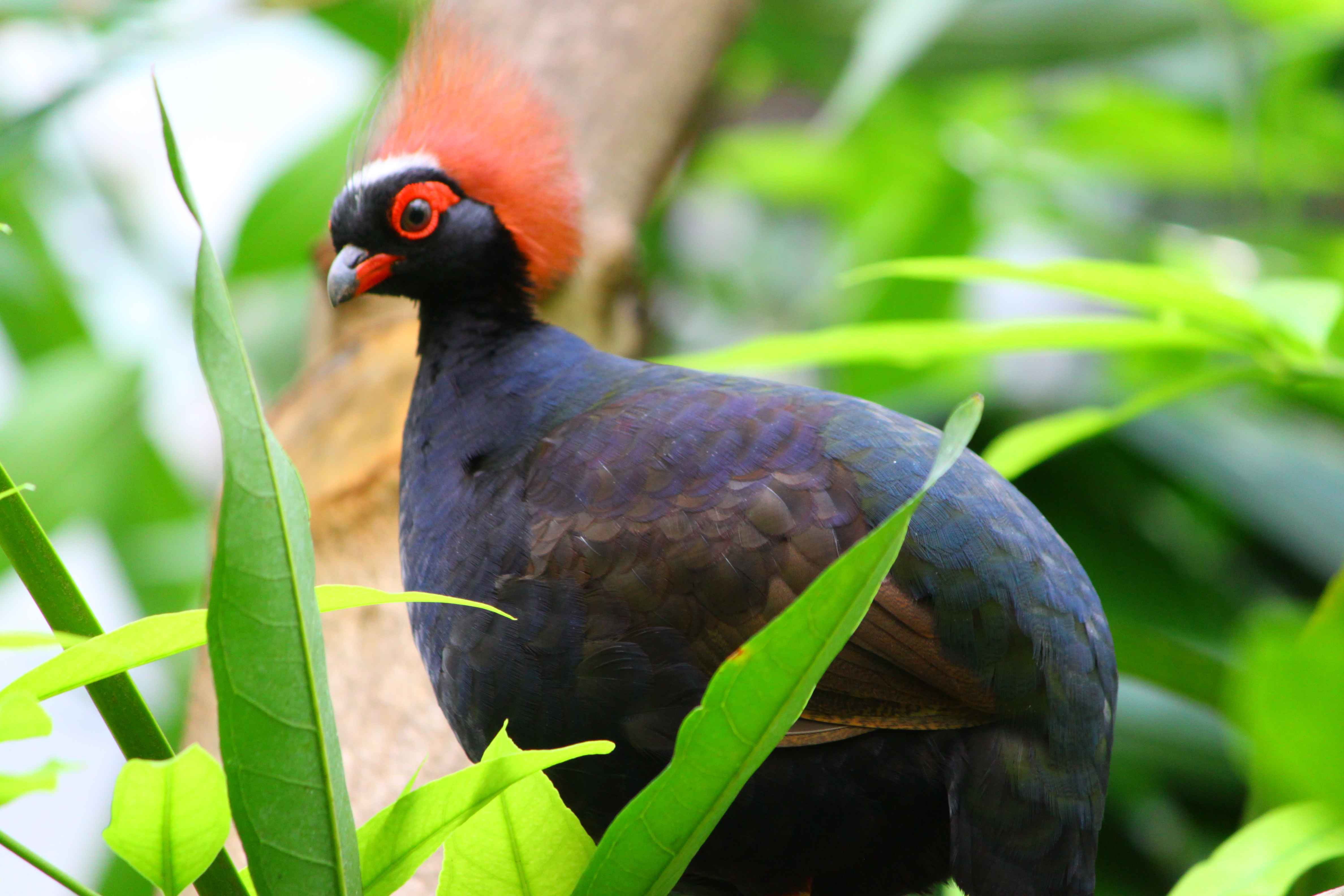
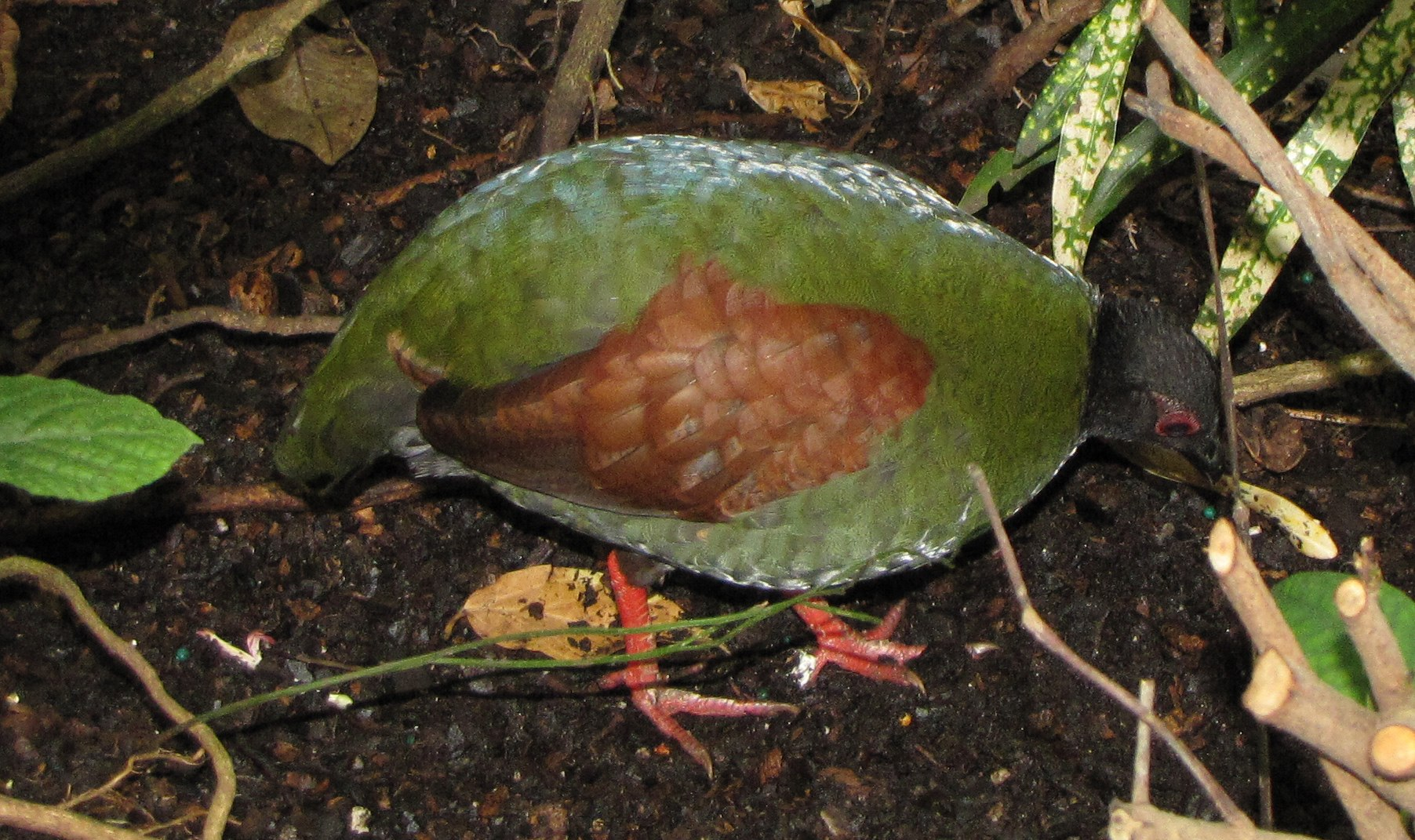